# زهر الرياض
زهر الرياض (توفي عام 1431)، كانت زوجة محمد التاسع ملك غرناطة.
وُلدَت زهر الرياض للوزير أبي سرور مفرج والأميرة النصرية غيات المنية. من خلال والدها، كانت تنتمي إلى عشيرة بني سراج القوية، وهم من الآيبيرين المحليين (المولدون). وبما أن والدها كان في الأصل مسيحيًا، فقد كانت هناك تكهنات حول ما إذا كانت زهر الرياض نفسها قد ولدت في الأصل مسيحيًا. ومع ذلك، بما أن والدتها كانت أميرة نصرية، فهناك إجماع على أنه من غير المرجح أن تكون زهر الرياض قد ولدت مسيحية.
على عكس السلالات الأندلسية المسلمة التي كان الأمراء فيها يتزوجون من المحظيات، فإن بني كانوا يتزوجون عادةً فقط من أفراد سلالة بني نصر للاستفادة من الشرعية الأسرية، وإقامة تحالفات بين أجزاء العائلة المختلفة، والحفاظ على الممتلكات الملكية في العائلة. كان للأميرات النصريات سيطرة على ممتلكاتهن (المهر) وفقًا للشريعة الإسلامية وكانوا أحرارًا في التصرف فيها كما يحلو لهن، بشرط أن يستمرن في مراعاة خصوصية الحريم. من المحتمل أن يكون زواجها قد تم ترتيبه لتحالف محمد التاسع مع حزب بني السراج من أجل خلع محمد الثامن ملك غرناطة في عام 1419، حيث تولى زوجها العرش باسم محمد التاسع. بعد الانقلاب، أمرت زوجة محمد التاسع بإعدام وزير الحاكم المخلوع بنفسها، حتى يتمكن محمد التاسع من تجنب انتهاك وعده بالعفو. من المفترض تقليديًا أن زهر الرياض كانت الزوجة التي أعدمت الوزير، كأول عمل لها لصالح عشيرة بني السراج، ولكن من الممكن أيضًا أن تكون زوجة محمد التاسع الأخرى أم الفتح (الثانية)، التي من المعروف أنها شرَّعت الانقلاب من خلال منحه موافقتها.
لعبت زهر الرياض دورا سياسيًّا من داخل الحريم الملكي في عهد محمد التاسع، على الرغم من أنها لم تكن زوجته المفضلة. عملت كوسيط وقناة بين محمد التاسع وعشيرتها بني السراج، التي كانت لاعبًا رئيسًا في سياسة غرناطة في هذه الفترة الزمنية. في عام 1430 أجرت مفاوضات دبلوماسية عبر المراسلات مع الملك ألفونسو الخامس ملك أراغون لتشكيل تحالف مع أراغون لدعم زوجها ضد منافسه يوسف بن المولي، الذي كان متحالفًا مع قشتالة. كانت هذه هي المناسبة الوحيدة التي تراسلت فيها أميرة نصرية وتفاوضت مع ملك مسيحي.
توفيت زهر الرياض سنة 1431، ربما في شهر كانون الأول، قبل أن يستولي يوسف بن المولي على غرناطة من زوجها الذي فر إلى مالقة.